# احمد دارس
احمد عبدالله ناجي دارس سياسي يمني هو وزير النفط والثروات المعدنية في حكومة الإنقاذ الوطني برئاسة عبد العزيز بن حبتور التابعة للمجلس السياسي الأعلى في سلطة صنعاء منذ 10 نوفمبر 2018.